# 타이 에어아시아
타이 에어 아시아(영어: Thai AirAsia)는 2003년에 설립된 태국의 저비용 항공사로 에어아시아가 소유하고 있다. 허브 공항으로 돈므앙 국제공항이 있으며 원래 수완나품 공항이 허브 공항에 속했으나 2012년 10월부터 항공편 모두 돈므앙 국제공항으로 이전했다.

## 역사
타이 에어 아시아는 2003년, 에어아시아와 전 태국 총리의 탁신 친나왓 관련해 신코퍼레이션과 합작으로 설립되었다. 신코퍼레이션이 50%, 에어아시아가 49%의 지분을 보유하고 있다. 2004년부터 최초로 국내선 운항을 시작했다. 타이 에어 아시아는 수완나품 공항에 본사를 두고, 태국 국내선만 아니라 인근 국가의 국제선도 운항하고 있다.
2006년 1월 23일, 탁신 친나왓 일족이 신 코퍼레이션 그룹의 지주 49%를 싱가포르 정부 투자 회사 테마섹에 매각했기 때문에 외자 상한을 49%까지 하는 타이 항공 법률의 외자 규제에 따른 저촉 수를 지적했다. 따라서 새로운 지주 회사로 아시아 에이비에이션(Asia Aviation Co, Ltd)을 설립해 타이 에어 아시아 증시의 50%를 보유하고 있다. 신 코퍼레이션은 아시아 에이비에이션의 49%의 주식을 보유하고 나머지 51%는 태국 출신의 사업가가 보유하고 있다. 2007년 7월 아시아 항공학 소유하는 모든 주식을 매각했다.
2008년 11월 11일부터 모든 항공편에 대한 유류 할증료를 폐지했지만 2011년 5월 3일 이후 국제선 예약은 징수를 재개했다.

## 운항 노선
- 2018년 1월 기준으로 에어아시아 그룹은 다음과 같은 노선을 운항하고 있다.

## 같이 보기
- 에어아시아
- 에어아시아 X
- 에어아시아 재팬
- 인도네시아 에어아시아
- 에어아시아 인디아
- 에어아시아 필리핀